# Wyatt Earp
Wyatt Berry Stapp Earp (Monmouth, Illinois, 19 de març de 1848 – Los Angeles, 13 de gener de 1929) fou un agent de l'ordre a diverses localitats de frontera del Far West, granger, camioner, caçador de búfals, jugador professional, propietari de saloon, miner i entrenador de boxa. És especialment conegut per la seva participació en el tiroteig de l'O.K. Corral i també va protagonitzar la venjança dels Earp. Wyatt Earp ha esdevingut una icona popular de la història dels Estats Units. És el protagonista principal de diverses pel·lícules de cinema i televisió, biografies i novel·les. Malgrat la vida tan moguda que va tenir, va morir a casa seva, als 80 anys, d'una cistitis.

## Infantesa i joventut

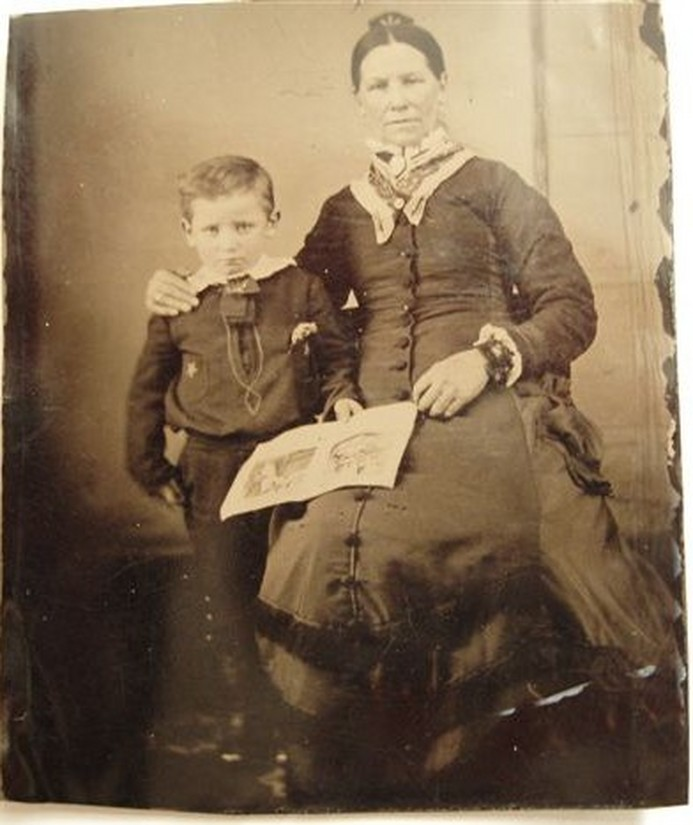
Wyatt Earp amb la seva mare, Virginia Ann Cooksey Earp c. 1855

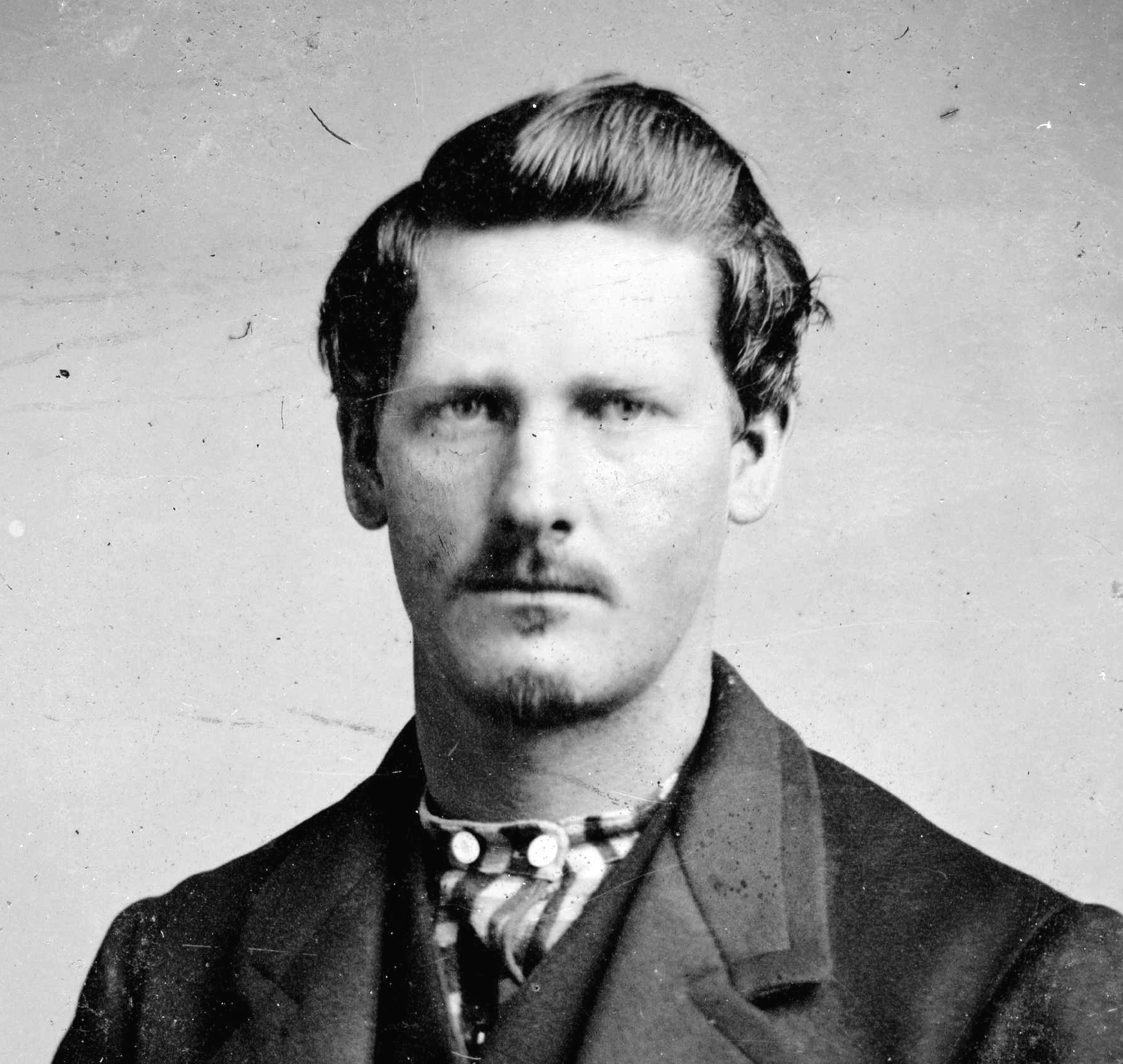
Wyatt Earp, a l’època del seu casament amb Urilla Sutherland; presa a Lamar, Missouri

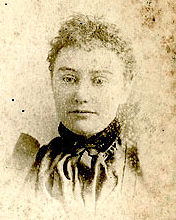
Urilla Sutherland, primera esposa d'Earp

Wyatt Earp va ser el cinquè de nou germans, el més gran dels quals era fill d’un primer matrimoni del pare. Quan era petit, la família decidí traslladar-se a San Bernardino, Califòrnia, però durant el viatge una de les filles emmalaltí a Pella, Iowa. No podent continuar el viatge, hi compraren un terreny i s’hi instal·laren. Durant la Guerra civil els germans grans i el pare s’uniren a l’exèrcit nordista i Wyatt, que tenia 13 anys, i els seus germans petits Morgan i Warren es quedaren portant la finca amb la mare. Wyatt, però, va fer diversos intents d’escapar-se i unir-se a l’exèrcit.
Acabada la guerra, la família es traslladà finalment a San Bernardino. A Califòrnia, Wyatt va treballar transportant materials per a la construcció del ferrocarril. En aquest període es va aficionar als jocs de cartes i també a la boxa, esport en el qual va guanyar una certa reputació com a àrbitre.

El 1869 trobà feina com a agent de l’autoritat a Lamar, Missouri, on va conèixer Urilla Sutherland Earp. Es van casar l’any següent però ella va agafar la febre tifoide i va morir, estant embarassada.

## Voltant per l’Oest
En quedar vidu, Wyatt va deixar la ciutat i va voltar per diverses poblacions on va tenir alguns problemes amb la llei i potser va treballar caçant bisonts.
L’any 1874 arribà a Wichita, Kansas, on el seu germà James i la seva dona regentaven un bordell. És possible que Wyatt hi actués de guarda de seguretat. El 1875 va entrar al servei de l’oficina del marshal, on es va guanyar una reputació d’honestedat i eficàcia,:209 però a les següents eleccions va perdre la feina arran d’una disputa amb el sherif anterior.

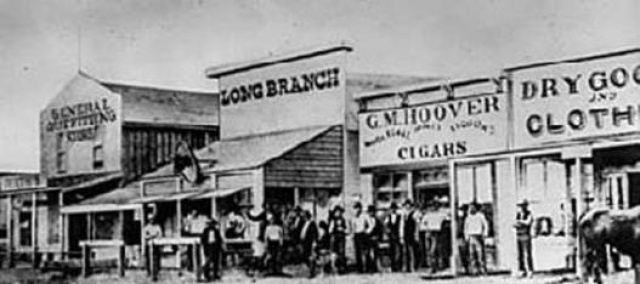
El Long Branch Saloon de Dodge City, on Wyatt gestionava el joc (legal)

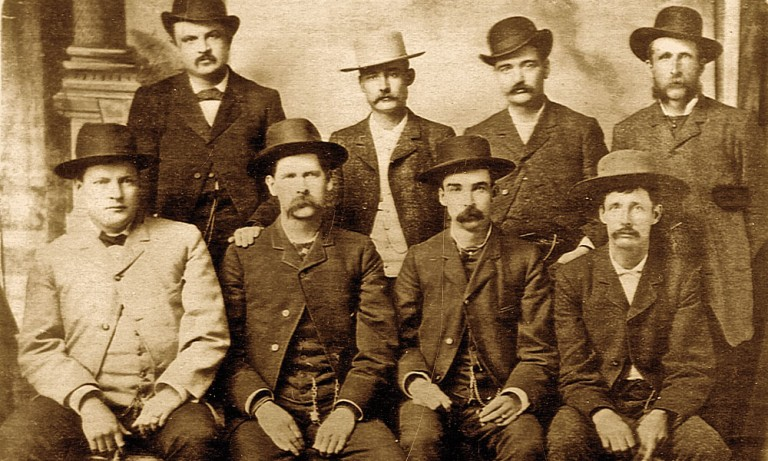
La "Comissió de Pau de Dodge City, el 10 de juny de 1883. Wyatt Earp és el segon per l’esquerra dels que són asseguts

Mentrestant, James Earp havia obert un nou bordell a Dodge City, Kansas, una ciutat en ràpid creixement i amb notables problemes d’ordre públic. Wyatt se n’hi va anar i va ser contractat com a assistent del marshal. Aquí va formar parella de fet amb Mattie Blaylock, que exercia la prostitució. 

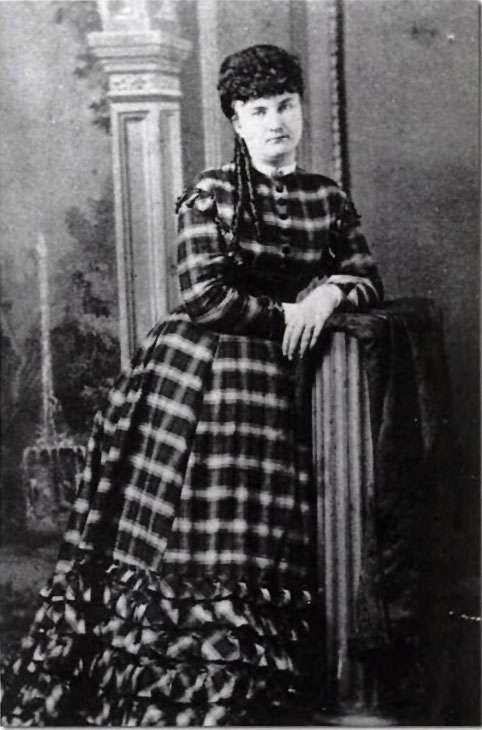
La segona parella de Wyatt, Mattie Blaylock

 En una ocasió es va trobar en inferioritat de condicions en intentar posar ordre en un saloon. El famós jugador professional John "Doc" Holliday hi estava jugant una partida i el va ajudar. Earp considerà que "Doc" li havia salvat la vida i van ser amics des d’aleshores.

### Tombstone
El 1879, quan Dodge City quedava ja més lluny de la frontera i havia esdevingut una ciutat més tranquil·la, Virgil Earp va ser nomenat U.S. Marshal (agent federal) de la ciutat de Tombstone, Arizona, que estava creixent ràpidament en haver-s’hi trobat vetes de plata. Wyatt, James i Morgan Earp, juntament amb Doc Holiday i les respectives companyes, s’hi van traslladar cercant noves oportunitats. A més de comprar drets en les mines de plata, inicialment Wyatt va entrar a treballar com escorta de les diligències de la Wells Fargo.:54
L’any següent, Virgil Earp va ser encarregat de rastrejar un grup de lladres de bestiar que havien robat mules de l’exèrcit i va demanar ajuda als seus germans. Aquest va ser el primer enfrontament entre els Earp i els anomenats “cowboys”, un grup nombrós d'homes (es van arribar a xifrar en uns 200) que tant treballaven per als ranxers com robaven bestiar o assaltaven diligències. Tot i ser fora de la llei, gaudien de la simpatia dels ranxers, els sheriffs locals i gran part de la població, com a reacció a l’arribada de miners, comerciants i industrials que representaven un canvi en el seu ‘’modus vivendi’’.
El mateix 1880 Virgil i Wyatt Earp van entrar a treballar com a ajudants del sheriff del comtat.:65 Wyatt va demostrar de nou la seva eficàcia i sang freda, però a les següents eleccions el càrrec de xerif va recaure en el candidat dels ranxers i els “cowboys” i els Earp van perdre la feina. Wyatt, igual que els seus germans, va començar a tenir ingressos de les seves participacions mineres i a més va entrar a gestionar el joc en un saloon,:331 que en aquell moment era una activitat legal. Els germans Earp, tanmateix, van seguir col·laborant amb les forces de l’ordre, participant en les partides que s’organitzaven per perseguir lladres i assaltants de diligències, cosa que va incrementar el ressentiment contra ells dels “cowboys”, notablement els Clanton, els McLaury, Billy Cairborne i l’ex-ajudant de sheriff Frank Stilvell.

### El tiroteig de l’O.K. Corral i les seves conseqüències
A l’octubre de 1881 la tensió va anar creixent, amb amenaces dels “cowboys” que matarien els Earp si els tornaven a arrestar. El dia 26, Virgil Earp va tenir notícia que s’havien aplegat armats prop de l’O.K. Corral i va demanar ajuda a Wyatt, Morgan Earp i Doc Holliday per desarmar-los. A les 3 de la tarda es van trobar en un carreró vora el corral i s’esdevingué un tiroteig en el qual 3 “cowboys”, Tom i Frank McLaury i Billy Clanton, van morir mentre que Ike Clanton i Billy Clairborne van fugir. Per la banda dels Earp, Wyatt va resultar il·lès però els altres tres membres del grup van ser ferits.
Ike Clanton va acusar els Earp d’assassinat, però, després d’una extensa investigació, la justícia va resoldre que no hi havia evidències per jutjar-los i que havien actuat dins de la llei, com a representants d’aquesta.
El 28 de desembre, un mes després de l’absolució, Virgil Earp va ser ferit en una emboscada, i Ike Clanton va ser trobat en el lloc d’on havien sortit els trets. Tanmateix, va ser absolt en aconseguir que set persones testifiquessin que era a Charleston aquell dia. Arran d’aquest fet, Wyatt Earp va aconseguir ser nomenat agent federal per l’ U.S. marshal del comtat, amb autorització per contractar els seus propis ajudants. Seguidament va vendre les seves participacions en el joc, va hipotecar casa seva i va aconseguir donacions de simpatitzants de la seva causa per constituir una partida d’homes. Mentrestant, va oferir a Ike Clanton la reconciliació. Malgrat tot, el 18 de març Morgan Earp va ser assassinat mentre jugava al billar, tirotejat a través de la finestra des del carrer fosc.
Aquests atacs impunes va fer sentir a Wyatt que ell i els seus germans no podien estar prou protegits pel sistema judicial i va decidir prendre’s la justícia pel seu compte.
L’endemà de la mort de Morgan, en qualitat d’assistent del U.S. marshal, va formar una partida amb els seus germans James i Warren, Doc Holliday i quatre homes més, per protegir la família i perseguir els sospitosos. Una setmana després van escortar Virgil i la seva dona a Tucson, on Frank Stilwell i altres cowboys l’esperaven per assassinar-lo. L’endemà, Stilwell va aparèixer mort a trets a la via del tren. La partida dels Earp va ser acusada d’assassinat I es van cursar ordres de detenció,:126 mentre ells tornaven a Tombstone i d’allà al campament del “cowboy” Pete Spece a les Dragon Mountains. No l’hi van trobar però van matar-ne un altre, Florentino Cruz. Dos dies després van irrompre al campament de William Brocius a Iron Springs. Després d’un intens tiroteig es van retirar deixant un bon nombre de cowboys morts, entre ells Curly Billy, a qui mesos abans Wyatt havia salvat de ser linxat quan, borratxo, havia disparat al marshal Fred White. En aquests tirotejos, malgrat haver-se exposat més que ningú, Wyatt va ser l’únic de sortir completament il·lès, cosa que va augmentar la seva llegenda.
Després d’aquesta acció, perseguits per la patrulla organitzada pel sheriff de Tombstone, partidari dels cowboys, però ajudats i proveïts per simpatitzants seus, van deixar la regió cap a Nou Mèxic i després Colorado.

### Després de Tombstone

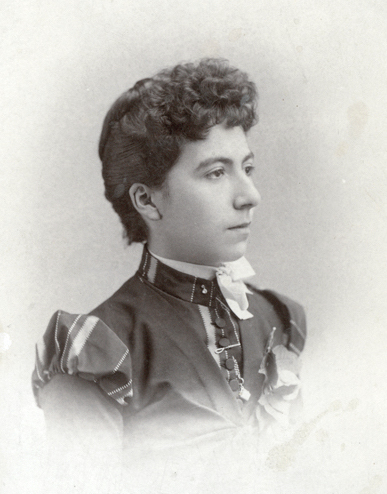
Una possible imatge de Josephine Sarah “Sadie” Marcus, parella de fet legal de Wyatt Earp des dels temps de Tombstone fins a la seva mort

El tiroteig de Tombstone va durar només mig minut però va acabar definint Earp per la resta de la seva vida.:135 Especialment des de la mort de Frank Stilwell a Tucson, la premsa va seguir els seus moviments.
 Estant a Albuquerque, Wyatt i Doc Holliday es van discutir i van separar els seus camins. Tanmateix, es van tornar a trobar dues vegades. Aquell mateix juny, Earp va intervenir per evitar que Holliday fos arrestat per les acusacions d’assassinat que pesaven encara sobre ells. Quatre anys més tard (1886) es van tornar a veure. Aleshores Doc estava molt prim i tossia constantment, a causa de la tuberculosi que l’afectava de feia anys i que el duria a la tomba en uns mesos.
Wyatt va estar un temps a San Francisco, on se li va reunir Josephine “Sadie” Marcus, la seva companya a Tombstone, que a partir d’aleshores es va presentar com la seva esposa i es va anomenar Josephine Earp. Josephine era possiblement ex-prostituta i abans d’estar amb Wyatt era l’amant del sheriff local, cosa que va afavorir que aquest fes costat als “cowboys” en el seu enfrontament amb les Earp.
Des d’aleshores es van dedicar a moure’s seguint diverses febres de l’or a Coeur d’Alene (Idaho), a diverses localitats del Yukon (Alaska), especialment Nome, i Tonopah (Nevada), alternant amb estades a Califòrnia (San Francisco, San Diego, Los Angeles) i Seattle quan operaven a Alaska. A les ciutats mineres Wyatt combinava les inversions en mineria amb feines d’agent de l’ordre, la gestió del joc en saloons, l’arbitratge de combats de boxa, i fins i tot va obrir saloons a Nome, Seattle i Tonopah,:78 de vegades associats a bordells. A Califòrnia, a més dels saloons i el joc, gestionava apostes hípiques i arbitrava competicions de boxa.

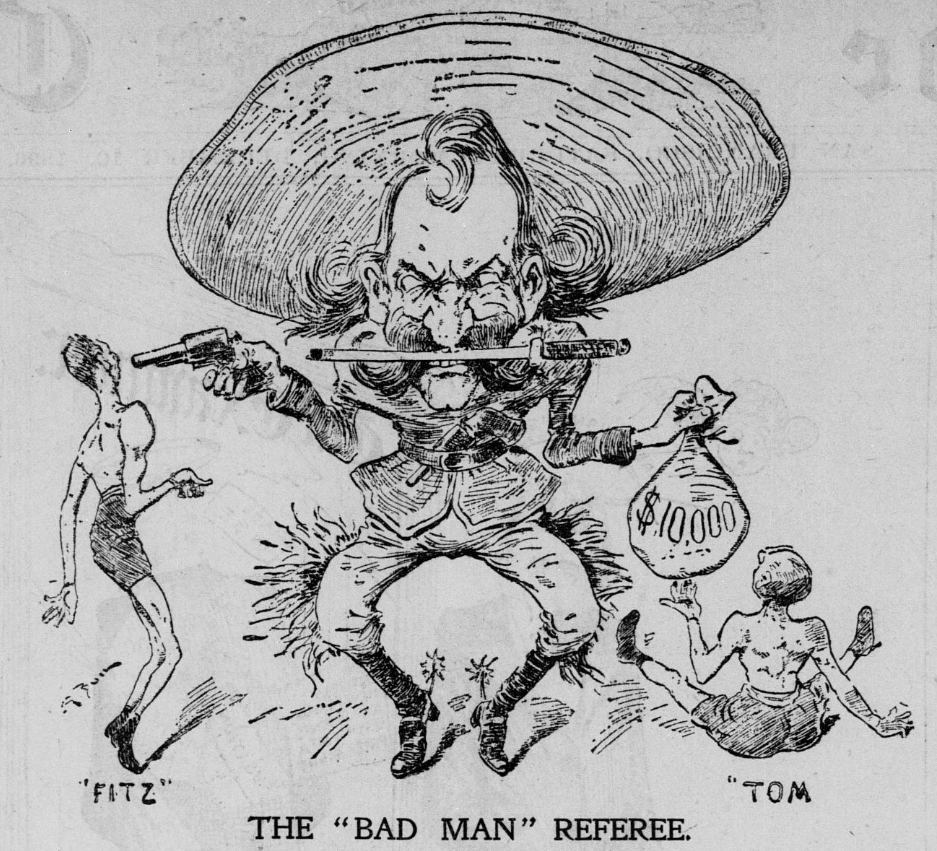
Caricatura de Wyatt Earp com a àrbitre del combat Sharkey-Fitzimmons fight

El 1896 va ser cridat d’urgència per arbitrar un combat molt mediàtic entre els aspirants al campionat del món de pesos pesants Bob Fitzsimmons i Tom Sharkey. El primer era favorit però Wyatt el va desqualificar per un cop que va considerar il·legal. La seva decisió va ser molt protestada i va arribar fins al tribunals. Tot i els informes medics favorables a Earp i que el jutge finalment no es va pronunciar, la campanya mediàtica desfermada, que va fer arribar el seu nom per primera vegada a la majoria de nord-americans, va associar-hi una ombra que mai es va acabar esvaint.
El 1906 Wyatt va descobrir dipòsits d’or i coure a Vila (Califòrnia), prop del Desert de Sonora.:83 A inicis del 1911, Wyatt i Sadie hi van comprar una casa, la única que mai van tenir en propietat, on vivien del rendiment, modest, dels seus jaciments i d’uns pous de petroli que havien comprat a Oakland i Kern County.

### Hollywood
Els estius, però els passaven a Los Angeles. Allà, Wyatt va esdevenir consultor (no pagat) en diversos films muts de “cowboys”. En aquest ambient va fer amistat amb els dos actors més famosos del ‘’western’’ mut, William S. Hart i Tom Mix, i visitava sovint els estudis on rodava John Ford. A través de Jack London, amb qui havia fet amistat a Nome, va conéixer també Raoul Walsh, que havia estat cowboy, i Charles Chaplin.
Amb la idea que William S. Hart protagonitzés una pel·lícula sobre la seva vida, va començar a explicar la seva biografia al seu amic John Flood (que era enginyer de mines i no escriptor). Les sessions, però, van ser molt mediatitzades per Josephine, entestada a magnificar la figura de Wyatt, censurant i afegint coses. El resultat no va ser mai publicat ni adaptat al cinema, però se’n conserva el manuscrit.
Wyatt Earp va morir a causa d’una cistitis el 13 de gener de 1929,:327 havent sobreviscut als seus germans (però no a la seva germana Adelia) i a la resta de participants del tiroteig de l’O.K. Corral. Al funeral, el seu fèretre va ser portat per vells amics de Tombstone i del Klondike, i pels actors William S. Hart i Tom Mix. Va ser incinerat. Josephine, que no va assistir a la cerimònia, va fer enterrar les seves cendres a la tomba de la seva pròpia família al cementiri jueu de (Califòrnia), on també s’enterraren les seves quan va morir el 1944.

## Imatge i llegenda de Wyatt Earp
La imatge de Wyatt Earp ha variat al llarg del temps.

### Imatge contemporània
Els contemporanis del seu entorn en tenien bona opinió. Es conserven testimonis de persones que el van conèixer a l’època de Wichita, Dodge City o Tombstone (agents de l’autoritat, editors de diari o advocats) que el descriuen com un home honest i en qui es podia confiar, més pendent de la pròpia consciència que de la seva imatge, intel·ligent, coratjós, tranquil i que, com a agent de la llei, només recorria a l’ús de les armes quan realment era inevitable. Billy Dixon el descriu com un jove més aviat tímid, que es deixava anar només amb els seus íntims i que sols parlava quan creia que calia, i diu que això, i el fet que era més ben educat que la majoria de gent que l’envoltava, va fer que molts no l’entenguéssin prou. Era considerat un expert en el maneig del revòlver, amb una determinació i sang freda que el van ajudar tenir sort en tots el tirotejos en què es va veure involucrat.:83 També se sap que quan els Earp van ser acusats d’assassinat arran del tiroteig de l’O.K. Corral, nombrosos ciutadans de Dodge City van escriure cartes al jutge donant-los suport.
Després del tiroteig, però, Wyatt i els seus germans van ser sovint objectiu de crítiques als diaris de l’Oest, sovint contraposades a elogis al sheriff de Tombstone Johnny Behan. Aquest, d’altra banda, va escampar històries tèrboles sobre els Earp fins a la seva mort, assenyalant-los com els homes dolents que atacaven els bons cowboys. També el veí de Tombstone Thomas Raines, entrevistat pel diari Arizona Republican l’any 1921, va descriure el tiroteig com una emboscada parada pels Earp contra Ike Clanton i els seus companys. Algunes d’aquestes històries, tanmateix, contenen inexactituds notables, com per exemple donar-lo per mort quan encara havia de viure més de 7 anys.

### Darrers anys i després de la seva mort
A la seva mort, tanmateix, molta gent recordava Wyatt Earp més per l’arbitratge del combat Fitzsimmons vs. Sharkey que pel tiroteig a Tombstone. Tot i això, el Los Angeles Times va publicar un obituari que ja el mitificava com un tirador increïble i un sheriff heroic.
El 1926, l’escriptor Walter Noble Burns va voler escriure un llibre sobre Wyatt Earp, però aquest va declinar l’oferta perquè estava treballant en el que escrivia John Flood. Burns es va decantar aleshores per centrar el seu llibre en Doc Holliday. Quan el projecte de Flood va naufragar els Earp van contactar amb Burns de nou, però aquest ja tenia el llibre en procés de publicació. Malgrat que aleshores Josephine va intentar impedir-ho, l’obra de Burns Tombstone, An Iliad of the Southwest (Tombstone, una ilíada al Sud-oest) es publicà el 1927. Presentava Earp com un heroi, barrejant fets i ficció sense distinció, i va ser el primer en popularitzar per al gran públic el Wyatt Earp mític.:xvi:135

### Publicacions negatives
En plena moda de la literatura sobre l’Oest, ja aleshores llegendari, van aparèixer un reguitzell de llibres i publicacions en fascicles que tractaven la figura de Wyatt Earp. Alguns el pintaven com un covard lladre i assassí, com els de Billy Breakenridge –antic ajudant de Johnny Behan i, per tant, fàcilment parcial-, o Edwin Burkholder –que se sap que va fabricar cartes falses per fonamentar la vilania d’Earp-. Frank Waters va entrevistar la vídua de Virgil Earp i va distorsionar les seves paraules per presentar-lo com un pistoler, jugador, bígam i exhibicionista, rebutjat per la seva família. Waters no es va arriscar a publicar el seu llibre fins 13 anys més tard, quan ella ja havia mort, i malgrat que ell mateix va reconèixer en part que contenia bones dosis d’imaginació i que investigacions posteriors no han trobat evidències que es documentés, ni han corroborat la majoria de fets conflictius que exposa,
 la seva obra segueix sent utilitzada com a font pels detractors d’Earp.

### La biografia de Lake
En el sentit oposat, Stuart N. Lake va publicar la primera biografia de Wyatt Earp,:154–161 Wyatt Earp: Frontier Marshal el 1931, dos anys després de la seva mort. L'hi representava com un heroi que netejava de criminals les ciutats de frontera, obviant la seva contínua dedicació al joc i la seva habitual associació amb prostitutes. Lake va tenir només unes poques entrevistes amb Earp abans que morís. A més, se sap que Josephine va pressionar-lo perquè les deixés a ella i a Mattie Blaylock fora del llibre, arribant a amenaçar-lo amb accions legals. També va esforçar-se a presentar Earp com a abstemi. Aquesta ‘’biografia creativa’’ que el pintava com un “superheroi de l’Oest” i un “galant Cavaller Blanc” ha marcat directament o indirecta la majoria de films de Hollywood on apareix Earp i va situar en la memòria col·lectiva el duel de l’O.K. Corral. Sigui dit de passada, també va catapultar la carrera de l'autor com a guionista cinematogràfic de ‘’westerns’’.:36

### Memòries de Josephine Earp
El 1976 l’historiador ‘’amateur’’ Glenn Boyer va publicar, editades per la respectada University of Arizona Press, les memòries retrobades de Josephine Earp, ‘I Married Wyatt Earp’.:4 Aquestes memòries van obtenir una gran popularitat i han estat durant anys considerades la font més fiable d’informació sobre els Earp tant pel públic en general com pels especialistes,:50 i han sigut utilitzades pels cineastes que volien apropar-se més a la realitat. Tanmateix, el 1998 Boyer va reconèixer en una entrevista, preguntat sobre la seva fiabilitat, que era una novel·la “100% Boyer”, que no es fonamentava en cap documentació i que era “un esforç artístic per descriure Wyatt des del punt de vista de Josephine”. En conseqüència, University Press ha descatalogat el llibre i altres treballs de Boyer com Wyatt Earp's Tombstone Vendetta (1993) han estat qüestionats.:6

### Visió actual
La reputació d’Earp ha estat sempre confusa, tant per les històries inexactes, conflictives o falses emeses (positivament o negativament) sobre ell, com per les seves pròpies afirmacions i explicacions que no han pogut ser corroborades, que van ser explicades de forma diferent per ell mateix en diferents moments, o que fins i tot han estat posades en dubte en confrontar-les amb notícies de l’època, bé pel contingut, per les dates o altres detalls.
D’altra banda, Wyatt va sobreviure als seus germans i això, junt amb l’efecte de la biografia de Lake i les adaptacions cinematogràfiques, ha fet oblidar que ell no va ser el personatge principal del tiroteig de l’O.K. Corral. En efecte, era Virgil Earp qui, en tant que a assistent del U.S. Marshal i com a City Marshal de Tombstone, tenia l’autoritat legal. A més, com a excombatent de la Guerra de Secessió, Virgil tenia molta més experiència en el maneig d’armes i en combat que Wyatt.
En la cultura popular, segueix sent el pistoler més dur i ràpid del seu temps, que fa servir la seva habilitat per mantenir la llei i l’ordre en un entorn on la llei i la justícia eren notòriament absents.
Però també és cert que, com descriu l’historiador John Boessenecker:
| « | Va ser una figura enigmàtica... Sempre va viure a la ratlla de la societat respectable, i els seus companys més propers eren jugadors i pistolers ... Wyatt mai va arrelar enlloc; quan deixaven d’arribar-li els diners o els seus problemes es feien massa grossos, feia els paquets i es traslladava a la següent ciutat amb boom miner... Tota la seva vida va ser un joc d’atzar, un esforç per guanyar diners sense treballar dur, per sortir-se’n ràpidament sense assentar-se mai a llarg termini.:178 | » |